# Epidendrum coronatum
Epidendrum coronatum är en orkidéart som beskrevs av Hipólito Ruiz López och Pav.. Epidendrum coronatum ingår i släktet Epidendrum och familjen orkidéer. Inga underarter finns listade i Catalogue of Life.